# Brachyptérolle de Crossley
Atelornis crossleyi
Espèce
Statut de conservation UICN

 NT  : Quasi menacé

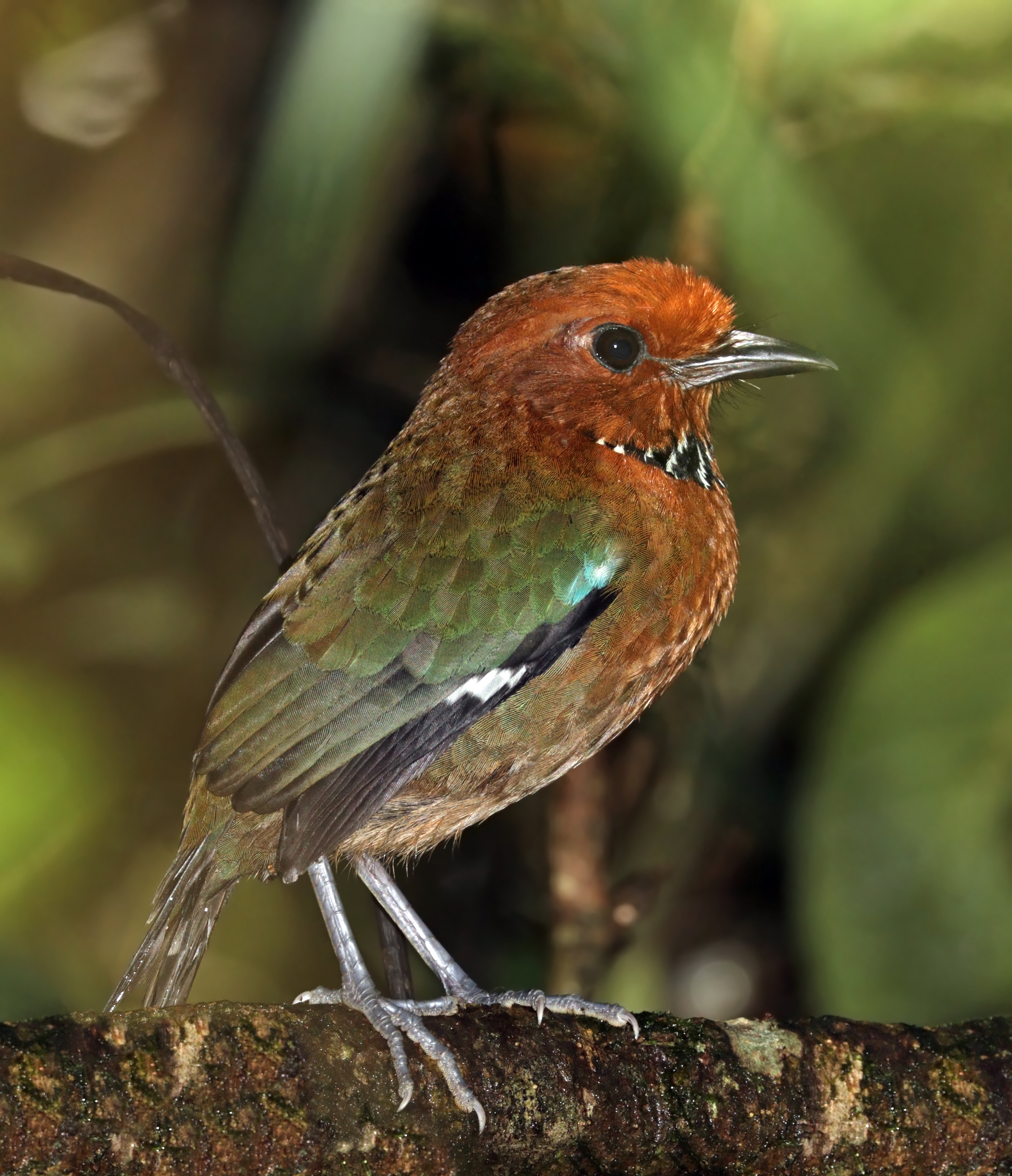
Un brachyptérolle de Crossley. Novembre 2018.

Le Brachyptérolle de Crossley (Atelornis crossleyi) est une espèce d'oiseaux de la famille des Brachypteraciidae.
Son nom est attribué au collectionneur marin britannique 
Alfred Crossley (1839-1877) (en).
Cet oiseau est endémique de l'est de Madagascar.